# 4 аса
4 аса је хрватска музичка група. Основана је почетком 2000-их година у Загребу. Чланови су заправо фронтмени југословенских бендова: Рајко Дујмић (Нови фосили), Владо Калембер (Сребрна крила), Јурица Пађен (Аеродром) и Ален Исламовић (Дивље јагоде и Бијело дугме).
Током 2020-их година су се вратили на сцену, али је у међувремену преминуо Дујмић. 2022. године су потписали уговор са Croatia Records-ом, да би наредне године издали двоструки албум на ком су гостовали Нено Белан, Миа Димшић, Ана Рунцер, Зоран Предин, Раде Шербеџија, Саша Лошић, Бранко Ђурић Ђуро и многи други.

## Историја
2003. године су одржали концерте у Загребу (један у марту и један у септембру). Снимци са концерта су изашли на двоструком албуму. Пред први концерт у Загребу, кружила је вест да ће се ликови чланова наћи на омоту једне чоколаде у Србији. Исте године издају истоимени албум. Током лета 2003. су имали турнеју по хрватском Јадрану, а покровитељ је био Вечерњи лист.
2004. године издају албум Након свих ових година и гостују у Београду. На албуму је гостовао и Жера из Црвене јабуке. Дујмић је у интрервјуу за Вечерњи лист да се није лечио од дрога у Аустрији, додавши да је срчани болесник. 2005. године учествују на Дори, али нису прошли даље.
2008. године су наступали у Суботици.
2020. године су последњи пут наступали у пуном саставу. Почетком августа преминуо је Дујмић, па је пауза трајала све док група није потписала уговор са Croatia Records. На трећу годишњицу Дујмићеве смрти, тачније 4. августа 2023., група је издала истоимени двоструки албум (понекад назван и Легендарни албум). Неколико дана пре службеног издања, песме су постављене на стриминг платформама.

## Дискографија
- Оригиналне верзије пјесама из филма "Љубавна прича Из Дубровника" (2003.)
- Live Zagreb 03.03.03. (2003.)
- Након свих ових година (2004.)
- 4 аса (2023.)